# Ананьева, Татьяна Сергеевна
Татьяна Сергеевна Ананьева (26 апреля 1992, Новошахтинск, Ростовская область) — российская футболистка, полузащитница клуба «Енисей».

## Биография
На взрослом уровне начала выступать в высшей лиге России 2009 году в команде «Звезда» (Звенигород). Часть сезона 2010 года провела в команде «Россиянка», сыграв шесть неполных матчей, команда в том сезоне стала чемпионом России. Затем два сезона играла в клубе «Мордовочка». В 2013 году вернулась в «Россиянку», где провела ещё три неполных сезона, принимала участие в матчах еврокубков.
В ходе сезона 2015 года перешла в клуб «Дончанка» (Азов), игравший в первой лиге, становилась призёром соревнований. В 2017 году вместе со своим клубом выступала в высшей лиге. В 2018 году перешла в клуб «Кубаночка». Бронзовый призёр чемпионата России 2019 года, выходила на поле в 19 из 20 матчей своего клуба в сезоне. С 2020 года играет за «Енисей», в сезонах 2020 и 2021 года выходила на поле во всех матчах команды. В первом туре сезона 2024 года, 10 марта в игре против «Звезды-2005» встала в ворота своей команды на 96-й минуте после удаления основного вратаря Ангелины Цирульниковой.
Выступала за юношескую и молодёжную сборную России. Была капитаном молодёжной сборной, участвовавшей в финальном турнире чемпионата Европы 2011 года.